# دوايت يورك
دوايت إيفيرسلي يورك (بالإنجليزية: Dwight Yorke)، من مواليد 3 نوفمبر 1971 في كانان في توباغو، لاعب كرة قدم ترينيدادي سابق.
بدأ مسيرته الكروية مع نادي أستون فيلا في عام 1989، ولعب معهم حتى عام 1998، وشارك معهم في 232 مباراة وسجل 73 هدف، وفي عام 1998 انتقل إلى نادي مانشستر يونايتد، ولعب معهم حتى عام 2002، وشارك معهم في 95 مباراة وسجل 47 هدف، وفي عام 2002، انتقل إلى نادي بلاكبيرن روفرز، ولعب معهم حتى عام 2004، وشارك معهم في 60 مباراة وسجل 12 هدف، وفي موسم 2004/2005 انتقل إلى نادي بيرمنغهام سيتي، ولعب معهم 13 مباراة وسجل 5 أهداف، وفي موسم 2005/2006 انتقل إلى نادي سيدني الأسترالي، ولعب معهم 22 مباراة وسجل 8 أهداف، ولعب مع نادي سندرلاند منذ 2006 حتى 2009.
و قد لعب مع منتخب ترينيداد وتوباغو منذ عام 1989 وحتى عام 2009، وقد شارك معهم في 74 مباراة وسجل 19 هدفاً.
وهو حاليا معتزل لكرة القدم.

## روابط خارجية
- دوايت يورك على موقع IMDb (الإنجليزية)
- دوايت يورك على موقع الاتحاد الدولي (مؤرشف)  (الإنجليزية)
- دوايت يورك على موقع الاتحاد الأوربي (الإنجليزية)
- دوايت يورك على موقع قاعدة بيانات كرة القدم.إي يو (الإنجليزية)
- دوايت يورك على موقع ناشيونال فوتبول تيمز (الإنجليزية)
- دوايت يورك على موقع Soccerbase.com (لاعب) (الإنجليزية)
- دوايت يورك على موقع عالم كرة القدم.نت (الإنجليزية)
- دوايت يورك على موقع كووورة